# Dila
Dila（ディラ）は、東日本旅客鉄道（JR東日本）グループが駅構内（エキナカ）で展開するショッピングモールの愛称である。名称は、英語の delight （喜び）に由来する。

## 運営している企業
- 株式会社JR東日本クロスステーション
- JR東日本東北総合サービス株式会社
- 株式会社JR中央線コミュニティデザイン
- 株式会社アトレ／宇都宮ステーション開発株式会社

## 東京都

### Dila上野
株式会社JR東日本クロスステーションが上野駅の1階改札内外および3階の改札外で展開しているモール。1996年8月2日に「フローラ上野」として開業し、2000年12月22日に「Dila上野」へ名称変更した。以前は3階改札内にも多くの店舗があったが、同エリアは2010年9月をもって閉店し、跡地には2010年12月18日にエキュート上野が開業した。
現在は アイリッシュパブスタシェーン、かよひ路（和食・炭火焼居酒屋）、喜多そば2号店、いろり庵、ブラボー（イタリアンレストラン&カフェ）が出店している。
2010年9月までは3階改札内に、春夏秋冬、くすりSTATION、ミニプラ、 CDガーデン、タイム（カレー&コーヒーショップ）、無印良品comKIOSK、旨囲門（駅弁）、うず潮（回転寿司）、ブックエキスプレス （書籍）、FOOD&CAFE、ユニクロ、あじさい茶屋（そば・うどん）、ベックスコーヒーショップ、ザ・スタディールーム、gran-mix、QBハウス（10分間カット）、TRA’B-Style（メンズウェア）、駅の定食屋ちゃぶぜん、スープストックトーキョー、喜多そば1号店、ほんのり屋（和食・おむすび専門店）、ジューサーバー（ジューススタンド）が出店していた。

### Dila大崎
株式会社JR東日本クロスステーションが山手線の大崎駅改札内で展開するモール。北改札口の跨線橋と南改札口の跨線橋を結ぶ1 - 4番線の上部に店舗がある。2002年12月1日に開業。
スープストックトーキョー(スープ専門店)の他、ベックスコーヒーショップ(カフェ)、スパイスファクトリー(カレー)、TOKYO豚骨BASE(ラーメン)、いろり庵きらく（立ち食いそば・うどん店）、 並びにニューデイズ(コンビニ)、ユニクロ(アパレル)が出店している。

### Dila高円寺
株式会社JR東日本クロスステーションが中央線の高円寺駅1階改札外で展開するモール。2006年3月15日に開業。
マンスリースイーツ、ベックスコーヒーショップ、リトルマーメイドが出店。

### Dila拝島
株式会社JR中央線コミュニティデザインが青梅線、五日市線、八高線の拝島駅コンコースで展開するモール。2007年8月24日開業。
リトルマーメイド（ベーカリー&カフェ）、いろり庵きらく（そば・うどん）、吉野家、ミスタードーナツ、ニューデイズ、フロプレステージュ（洋菓子）、ブックエキスプレス、コクミンドラッグが出店。
2018年3月までは株式会社アトレが運営していた。その後は2021年3月末日まではJR東京西駅ビル開発株式会社が運営・管理を行っていた。

## 千葉県

### Dila蘇我
株式会社JR東日本クロスステーションが内房線・外房線の蘇我駅改札内で展開するモール。改札内の跨線橋上に店舗がある。2004年8月29日に開業。2016年3月24日に全面リニューアルしている。
いろり庵きらく（そば・うどん）、Newdays、ミニプラ、ベッカーズ（ハンバーガー&ベーカリーカフェ）、デニッシュバーが出店。

## 栃木県

### Dila小山
株式会社アトレが所有、宇都宮ステーション開発株式会社が運営する形で小山駅改札内・外で展開するモール。2013年3月に開業。
しもつけ銘品館サクラミチ（物産品）、リトルマーメイド/デニッシュバー（ベーカリー＆カフェ）、Newdays（コンビニ）、ベックスコーヒー（コーヒーショップ）、吉野家（牛丼）などが出店。
2019年10月にJR東日本から株式会社アトレに移管。

## 宮城県

### Dila仙台
JR東日本東北総合サービス株式会社が仙台駅1階内で展開するモール。2001年11月に開業。
ジュピターコーヒー、北辰鮨、華々美人（スイーツ）、ワインブティック・ミディ、フレッシュネスバーガー、ビアードパパの作りたて工房（シュークリーム）、Natural Bodyリラクゼーション、デリーナ（ベーカリー）、中嘉屋食堂 麺飯甜、Herve（花）、越後秘蔵麺 無尽蔵せんだい家（ラーメン）、ずんだ茶寮（和菓子）、マツモトキヨシなどが出店。
2017年2月16日より、JRE POINTを導入。同日には、仙台ターミナルビルが運営するエスパル仙台等も同時に開始し、Dila仙台ではLiViTロゴが入った独自のカードが発行される。S-PALロゴのカードを含め、他で発行されたJREポイントカードも共通利用が可能。

## かつて存在した施設

### Dila品川
株式会社JR東日本リテールネットが品川駅中央改札内で展開していたモール。1 - 10番線をまたがる形の橋上店舗となっている。同じ改札内に、同様の駅ナカ施設「エキュート品川」がある。1998年11月1日に「フローラ品川」として開業し、2001年1月22日に「Dila品川」となる。2010年12月28日に「エキュート品川サウス」となる。
名物しながわそば（そば・うどん）、サンディーヌエクスプレス、薩摩屋敷（居酒屋）、ブックエキスプレス、CDガーデン（後に閉鎖）、多謝（中華）、品川ダイナー（洋食）、うず潮（回転寿司）、タイム（カレー&コーヒーショップ）、あずみ野（そば・うどん）、ミニプラ、ギフトガーデン（お土産）、アンデルセン（ベーカリー&カフェ）などが出店。

### Dila東京
東京駅の1階改札内で展開していたモール。

#### Dila東京ダイニングコート
ジェイアール東日本フードビジネス株式会社ならびに株式会社日本レストランエンタプライズが、2000年7月25日から2010年9月5日までの間、北通路と中央通路の中間で展開していたモール。グッドタイムスベーカリー、グッドタイムスチャイナ（中華）、うず潮（回転寿司）、旨囲門（駅弁）、ブラボー（イタリアンレストラン&カフェ）があった。2010年12月4日に、ダイニングコート跡地は「ノースコート」となり、そこに株式会社鉄道会館が運営する「グランスタダイニング」が開業した。

#### Dila東京メディアコート
株式会社鉄道会館ならびに株式会社JR東日本リテールネットが、2000年12月2日から2010年1月6日までの間、中央通路と南通路の中間で展開していたモール。ミニプラ（雑貨）、ブックエキスプレス（書籍）、TOKYO CAFE BIS（コーヒーショップ）、TOKYO CAFE GRAND（エスニック）、のほか、イベントスペースBREAKがあった。当初は「ステーション・コンシェルジュ（「総合案内所」）もあった。2010年3月28日に、メディアコート跡地は「サウスコート」となり、そこに株式会社JR東日本ステーションリテイリングが運営する「エキュート東京」が開業した。

### Dila海浜幕張
株式会社JR東日本リテールネットが京葉線の海浜幕張駅改札外で展開していたモール。改札外の自由通路部分に店舗があった。2001年10月23日に開業。駅改装工事のため2012年8月31日閉店。
あずみ（立ち食いそば・うどん店）、駅の牛丼 吉野家 JEFB（ジェフビー）、ベッカーズ（ハンバーガー&ベーカリーカフェ）、タイム（カレー&コーヒーショップ）が出店。

### Dila阿佐ヶ谷
株式会社JR東日本リテールネットが中央線の阿佐ケ谷駅1階改札外で展開していたモール。改札前自由通路と中杉通りの間に店舗があり、スターバックスのみ独立して南口広場に面する。2003年5月2日に開業。2017年7月25日に旧「ゴールド街」「ダイヤ街」エリアと合わせて「ビーンズ阿佐ヶ谷」としてリニューアルオープン。

### Dila西荻窪
株式会社日本レストランエンタプライズが中央線の西荻窪駅改札外で展開していたモール。改札前の自由通路部分に店舗があった。2003年11月30日に開業。アメリカンダイナー（レストラン）、ワイン&ダイン（グロッサリー）、サンピエロ（ベーカリー＆カフェ）が出店していた。
耐震・リニューアル工事のため2010年1月にいったん閉店し、2010年5月27日リニューアルオープンした。改装前より店舗数が大幅に増加し、日本ばし大増（和惣菜・弁当）、好餃子（中華惣菜・弁当）、munchies dELI Tokyo（惣菜）、ワイン&ダイン（グロッサリー）、JUNOESQUE BAGLE SHOP（ベーグル）、ブランジェ浅野屋 エクスプレス（ベーカリー）、新潟ゆのたに蔵米（おむすび）、寛永堂（和菓子）、PLATINO（洋菓子）、多奈加亭 FARM HOUSE（パン）の10店舗展開。
2017年3月19日に閉店。跡地には「Daily Table KINOKUNIYA西荻窪駅店」が出店。

### Dila三鷹
株式会社アトレが中央線の三鷹駅改札内・外のコンコースで展開していたモール。2014年10月10日、同じく株式会社アトレが三鷹駅南口の駅ビル内で運営する「アトレヴィ三鷹」と一体の施設という扱いになり、名称も「アトレヴィ三鷹」に変更された。
2007年12月16日に15店舗が第1期開業、2008年4月に4店舗が第2期開業。コンセプトは駅のオアシス空間。改札内に人工地盤を新設し、4階部分を増築してできたもので、総店舗面積は約1380平方メートル。
クイーンズ伊勢丹「QUEEN’S I MITAKA」（高級スーパー）、マフィナリーズ（マフィン専門店）、セルフィユ（雑貨等）、LUSH（石けん等コスメ）、リラクゼ、ブックエキスプレス、シェ・リュイ、ラトリエ クルール 36、マンスリースイーツ、えんむすび、ミニワン・松蔵（ベーカリー）、C'est Sa Vie（セサビー）、広東炒飯店、スープストックトーキョー、Monthly Zakkaなどが出店。

### Dila西船橋
株式会社アトレが西船橋駅内（特に改札内2階）で展開していたモール。2階の改札内コンコースから、3階の店舗へ上がる構造となっている。2005年3月25日に開業。2018年4月1日に株式会社千葉ステーションビルに運営が譲渡され、名称も「ペリエ西船橋」に変更された。
エディーズブレッド（ベーカリー）、ほんのり屋（和食・おむすび専門店）、ニューデイズ、ハニーズバー、西船珈琲研究所（喫茶店）、ブックエキスプレス、リラクゼ、シャン・ド・エルブ、無印良品 COM KIOSK、菜の花そば、フロプレステージュ、ベッカーズ（ハンバーガー&ベーカリーカフェ）、カルディコーヒーファーム、マンスリースイーツ、ミニワン・松蔵（ベーカリー）、桂林 常菜房、Green gourmet、つきじ千鮨、Soup Stock Tokyo、繁乃井、くすりSTATION、ワイズマートが出店。
2007年3月17日までは改札内部を共用していたため、東京地下鉄（東京メトロ）、東葉高速鉄道の乗客も利用できたが、同年3月18日以降はJRの乗車券か入場券が必要になった。
2011年6月26日にリニューアルオープン。
2011年10月西船橋駅北口駅前広場脇に2階建てビル「Dila西船橋別館」を新設し、中華食堂日高屋、天丼てんや、カダラファクトリー、QBハウスの4店舗開業。

### Dila大船
株式会社アトレが大船駅内で展開していたモール。跨線橋上の北改札付近と南改札付近に店舗があった。2006年2月2日に開業。リニューアルに合わせ、2016年12月5日に名称も「アトレ大船」に変更された。
Merry Chips（花）、ニューデイズ、ラヴァンデリ（手作りサンドイッチ&カフェ）、大船軒（弁当）、はーべすと（和食）、Caffe&Bar BARCA（イタリアン）、スープストックトーキョー、つきじ千鮨（寿司弁当）、ほんのり屋（和食・おむすび専門店）、PAOPAO（惣菜）、bigoven（惣菜）、RF+ SELECTION（惣菜）、カーニバル（グロッサリー）、無印良品comKIOSK、かまくらそば、ドリップマニア（コーヒーショップ）、マンスリースイーツ、ブックエクスプレス、松蔵（洋菓子）、ミニワン（ベーカリー）、エディーズブレッド（ベーカリー）が出店。

### Dila津田沼
株式会社千葉ステーションビルが総武線の津田沼駅内で展開していたモール。多くの店舗が改札内の跨線橋上にある。2002年11月1日に開業。リニューアルに合わせ、2016年10月1日に名称も「ペリエ津田沼エキナカ」に変更された。
Soup Stock Tokyo、まい泉（とんかつ）、マンスリースイーツ、ミニプラ、青山フラワーマーケットなどが出店。2011年3月にリニューアルオープン。

### Dila大宮
株式会社JR東日本リテールネットが大宮駅中央改札（北）・北改札内で展開していたモール。2005年11月1日に開業。2020年7月22日に、一部を改装する形で商業施設「エキュート大宮ノース」が開業した。
Newdays、ニューデイズ（コンビニ）、ユニクロ（衣料品）、ブックエキスプレス（書籍）、3COINS station（300円ショップ）、銀座あけぼの（和菓子）、築地ちとせ（和菓子）、エキッチン（弁当）、サンマルクカフェ、膳まい（弁当）、そば処中山道（そば・うどん）、ベックスコーヒーショップ、パスコ（敷島製パン）（ベーカリー）、ハニーズバー（ジューススタンド）などが出店。